# Kazachi Yerik
Kazachi Yerik (del ruso: Казачий Ерик) es un posiólok del raión de Krasnoarméiskaya, en el sur de Rusia. Está situado en el delta del Kubán, 11 km al noroeste de Poltávskaya y 84 km al noroeste de Krasnodar, la capital del krai. Tenía 258 habitantes en 2010
Pertenece al municipio Protichkinskoye.